# Brotherhood (album B’z)
Brotherhood – dziesiąty album studyjny japońskiego zespołu B’z, wydany 14 lipca 1999 roku. Osiągnął 1 pozycję w rankingu Oricon i pozostał na liście przez 14 tygodni, sprzedał się w nakładzie 1 391 850 egzemplarzy. Album zdobył status płyty Milion oraz nagrodę „Rockowy Album Roku” podczas rozdania 14th Japan Gold Disc Award.

## Lista utworów
| Nr  | Tytuł                                                 | Czas |
| --- | ----------------------------------------------------- | ---- |
| 1.  | „F・E・A・R”                                          | 3:45 |
| 2.  | „Giri giri chop” (jap. ギリギリchop) (Version 51)     | 3:59 |
| 3.  | „Brotherhood”                                         | 5:46 |
| 4.  | „Nagai ai” (jap. ながい愛)                            | 5:37 |
| 5.  | „Yume no yōna hibi” (jap. 夢のような日々)             | 4:53 |
| 6.  | „Gin no tsubasa de tobe” (jap. 銀の翼で翔べ)          | 3:55 |
| 7.  | „Sono te de furete goran” (jap. その手で触れてごらん) | 3:23 |
| 8.  | „Nagare yuku hibi” (jap. 流れゆく日々)                | 4:54 |
| 9.  | „SKIN”                                                | 3:44 |
| 10. | „Ikasete okure!” (jap. イカせておくれ!)               | 3:23 |
| 11. | „SHINE”                                               | 3:49 |

## Notowania
| Lista                                 | Pozycja |
| ------------------------------------- | ------- |
| Oricon Weekly Albums Chart            | 1       |
| Oricon Yearly Albums Chart (rok 1999) | 17      |

## Muzycy
- Tak Matsumoto: gitara basowa (#6), kompozycja i aranżacja utworów
- Kōshi Inaba: wokal, teksty utworów, aranżacja, harmonijka (#6)
- Akira Onozuka: organy (#5, #8, #11)
- Billy Sheehan: gitara basowa (#2, #3, #8, #10-11)
- Shōtarō Mitsuzono: gitara basowa (#1, #4-9)
- Kaichi Kurose: perkusja (#1, #3-11)
- Pat Torpey: perkusja (#2)
- Daisuke Ikeda: strings arrangement & brass section (#4, #6, #9)
- Shinozaki Strings: instrumenty smyczkowe (#4, #9)
- Shirō Sasaki: trąbka (#6)
- Hirotaka Sawano: trąbka (#6)
- Hideaki Nakaji: puzon (#6)
- Kazuki Katsuta: saksofon (#6)
- SUZUKI SATORU: manipulator